# 樂山小鰾鮈
乐山小鰾鮈（学名：Microphysogobio kiatingensis）为輻鰭魚綱鯉形目鲤科小鰾鮈屬的鱼类，是中国的特有物种。分布于西江、北江、长江中上游和灵江等水系，體長可達7.3公分。该物种的模式产地在四川乐山。

## 扩展阅读
維基物種上的相關：乐山小鰾鮈